# Trigonura ninae
Trigonura ninae är en stekelart som först beskrevs av Nikol'skaya 1952.  Trigonura ninae ingår i släktet Trigonura och familjen bredlårsteklar. Inga underarter finns listade i Catalogue of Life.